# Jacobus Hendricus van Reenen
Jacobus Hendricus van Reenen (Amsterdam, 2 november 1783 - aldaar, 3 augustus 1845) was een Nederlands politicus.
Van Reenen, lid van de familie Van Reenen, was een rechtsgeleerde uit een Amsterdamse regentenfamilie, die hoogleraar rechtswetenschap aan het Atheneum Illustre was en in 1824 zitting kreeg in de Tweede Kamer. hij gold daar als een onafhankelijk lid, die soms afwijkend stemde van zijn Noord-Nederlandse medeleden. Was later tevens rijkscommissaris bij de Nederlandsche Handel-Maatschappij en leidde in 1830 een staatscommissie die de bestuurlijke gevolgen van de afscheiding van België moest onderzoeken. Hij was de vader van G.C.J. van Reenen.
- Biografisch Portaal: 50958219
- Digitale Bibliotheek voor de Nederlandse Letteren: reen003
- International Standard Name Identifier: 0000 0003 9243 9178
- Nederlandse Thesaurus van Auteursnamen: 069963630
- Parlement.com: vg09llstbh01
- Virtual International Authority File: 286454090
- WorldCat: E39PBJqkc8dPBwmFdQ8vJ6qvpP